# Medalha Belisario Domínguez do Senado da República
A Medalha Belisario Domínguez do Senado da República (em espanhol: Medalla Belisario Domínguez del Senado de la República) é a mais importante condecoração concedida a cidadãos mexicanos pelo Senado do México por serviços prestados à pátria. Foi criada em 1954 e recebeu o nome do senador Belisario Domínguez, assassinado em 1913 após criticar Victoriano Huerta.